# А
A (А а; in nghiêng: А а) là một ký tự trong bảng chữ cái Kirin. Thông thường nó thể hiện nguyên âm rộng giữa không tròn môi /a/, như cách phát âm chữ ⟨a⟩ trong "father". Chữ А Kirin thường được chuyển tự thành ký tự A trong bảng chữ La tinh.

## Lịch sử

А писано слово

Chữ А Kirin có nguồn gốc trực tiếp từ chữ Alpha (Α α) trong bảng mẫu tự Hy Lạp. Trong bảng chữ cái sơ Kirin nó mang tên азъ (azǔ). Trong hệ thống số Kirin, chữ А Kirin có giá trị là 1.

## Tự dạng
Trong suốt lịch sử, chữ A Kirin có nhiều hình dạng khác nhau, nhưng hiện nay, nó được tiêu chuẩn hóa và trông hoàn toàn giống với mẫu tự A Latinh, kể cả ở dạng in nghiêng.

## Sử dụng
Trong hầu hết các ngôn ngữ dùng chữ Kirin – như tiếng Ukraina, tiếng Belarus, tiếng Nga, tiếng Serbia, tiếng Macedonia và tiếng Bulgaria – chữ А Kirin thể hiện nguyên âm mở giữa lưỡi không tròn môi /a/. Trong tiếng Ingushetiya và tiếng Chechnya chữ А Kirin thể hiện cả nguyên âm rộng hàng sau không tròn môi /ɑ/ lẫn nguyên âm trung vị giữa /ə/. Trong tiếng Tuva mẫu tự này có thể viết thành một nguyên âm kép.

## Các mẫu tự liên quan và các mẫu tự tương tự
- A a: mẫu tự A trong hệ chữ Latinh
- Ă ă: sử dụng trong bảng chữ cái tiếng România và bảng chữ cái tiếng Việt.
- Ä ä: mẫu tự A trong hệ chữ Latinh với dấu tréma
- Â â: sử dụng trong bảng chữ cái tiếng România và bảng chữ cái tiếng Việt
- Α α: mẫu tự Alpha trong hệ chữ Hy Lạp

## Mã hóa trên máy tính
| Kí tự               | А                         | А                         | а                       | а                       |
| ------------------- | ------------------------- | ------------------------- | ----------------------- | ----------------------- |
| Tên Unicode         | CYRILLIC CAPITAL LETTER A | CYRILLIC CAPITAL LETTER A | CYRILLIC SMALL LETTER A | CYRILLIC SMALL LETTER A |
| Mã hóa ký tự        | decimal                   | hex                       | decimal                 | hex                     |
| Unicode             | 1040                      | U+0410                    | 1072                    | U+0430                  |
| UTF-8               | 208 144                   | D0 90                     | 208 176                 | D0 B0                   |
| Tham chiếu ký tự số | &#1040;                   | &#x410;                   | &#1072;                 | &#x430;                 |
| KOI8-R và KOI8-U    | 225                       | E1                        | 193                     | C1                      |
| CP 855              | 161                       | A1                        | 160                     | A0                      |
| Windows-1251        | 192                       | C0                        | 224                     | E0                      |
| ISO-8859-5          | 176                       | B0                        | 208                     | D0                      |
| Mac Cyrillic        | 128                       | 80                        | 224                     | E0                      |